# 聖瓦西里主教座堂
聖瓦西里主教座堂（俄语：Собор Василия Блаженного，全称 ，意指「護城河上至聖聖母代禱主教座堂」），又譯聖巴西爾大教堂、聖巴希爾教堂，也稱做瓦西里升天教堂，華西里·伯拉仁諾教堂，是位於俄羅斯首都莫斯科市中心红场的東正教教堂，緊鄰克里姆林宫。聖瓦西里主教座堂被视为俄罗斯的代表象徵之一，曾入選俄羅斯七大奇蹟。該建築现属于俄罗斯历史博物馆的一部分。1990年，该教堂被列入联合国教科文组织世界遗产名录。在1600年伊凡大帝鐘樓建成之前，它一直是莫斯科最高的建築。
最初的聖瓦西里主教座堂被稱為三一教堂和後來的三一大教堂，包含八個小教堂，圍繞著第九個中央教堂，專門用於代禱使用；後在1588年，於莫斯科當地受人尊敬的聖人聖瓦西里的墳墓上豎立了第十座小教堂。教堂随后以其圣名冠名，于1580年前后正式封圣，因而在16和17世紀時，教堂被視為天堂之城的世俗象徵。
聖瓦西里主教座堂该教堂的设计跟随了同时代的穹顶教堂风格，共設有九個圓頂（每個圓頂對應原本的不同教堂） ，德米特里·什維德科夫斯基在《俄羅斯建築與西方》一書中指出，「它與其他俄羅斯建築不同。在從5世紀到15世紀拜占庭傳統的整個千年中，都找不到類似的東西，令人驚訝的是，其建築設計的多種細節的出人意料、複雜性和令人眼花繚亂的交錯。」因此聖瓦西里主教座堂的設計，預示了17世紀俄羅斯民族建築的高峰。
作為國家無神論計劃，以及蘇聯實行世俗化政策的一部分, 教堂在20世紀初其與東正教社區遭到蘇聯政府沒收，禁止宗教活動。自1928年以來作為國家歷史博物館的部門運作，從1929年至今，教堂依然是俄羅斯聯邦的聯邦財產。1990年，聖瓦西里主教座堂和克里姆林宮和紅場建築群被聯合國教科文組織列為世界文化遺產的一部分。隨著蘇聯於1991年解體，聖瓦西里主教座堂於1997年以來恢復了其宗教功能，容許俄罗斯正教會進行東正教儀式。.

## 历史
这座教堂是受沙皇伊凡四世委托，为纪念其对喀山汗国的征服而于1555年至1561年之间建造，为当时莫斯科最高建筑。
1588年，费奥多尔·伊万诺维奇沙皇在该建筑中一位俄罗斯东正教圣人聖瓦西里之墓东上方添置了一个小型多穹顶教堂。此后，该教堂就被人们普遍称为“圣瓦西里教堂”。
聖瓦西里主教座堂位于红场东南部，对面则是克林姆林宫的斯巴斯克塔。
教堂虽不巨大，却在一个地基上集合了九间礼堂。该教堂的设计跟随了同时代的穹顶教堂风格，尤其是科洛缅斯科耶的耶稣升天教堂（1530年） （页面存档备份，存于）和季亚科沃的施洗约翰斩首教堂（1547年） （页面存档备份，存于）。
聖瓦西里主教座堂前的小花园中有一座铜雕塑，用来纪念十六世纪末至十七世纪初俄国空位时期集结志愿军（“第二民军”）抵御波兰侵略军的爱国者德米特里·米哈伊洛维奇·波扎尔斯基和库兹马·米宁。这座雕塑是1818年由著名雕塑家И.П.马尔托斯完成的，最初被放置在红场中央，苏联政府认为该雕塑阻碍了阅兵仪式上军队的行进，于1936年将其移至教堂前。
聖瓦西里主教座堂最初的设想是建造一群小礼堂，每一个礼堂代表一个圣人，寓意每到一个圣人的节日，沙皇就打赢一场战斗。但中间的一个单独的塔将所有空间整合成了一个教堂。传说伊凡四世对这所教堂如此满意，以至他命人将建筑师波斯特尼克·雅科夫列夫弄瞎，以阻止他为其他人设计出同样美丽的建筑。
曾有人推测撒马尔罕的帖木儿纪念碑或喀山的科沙里夫清真寺的一些元素被运用于圣瓦西里教堂。因为这座清真寺是喀山汗国的主要象征，然而最初这座清真寺的形态无人知晓。
1812年，大教堂遭到拿破仑军队的抢劫，拿破侖還想將整座教堂拆遷到法國，但因技術無法達成並想將教堂連同克里姆林宮一起炸毀，幸虧下了一場雨而倖存，在战争结束后立即进行了翻修和奉献。大教堂周围的区域被景观美化，周围是由著名建筑师約瑟夫·博韋设计的铸铁围栏。
1929年奉行無神論的苏联政府實行世俗化政策，關閉聖瓦西里主教座堂，莫斯科禁止宗教活動，有些建築例如基督救世主主教座堂甚至被炸毀，而這座教堂則是被改成博物館，由政府管理。
1991年蘇聯解體後，聖瓦西里主教教堂維持作為俄罗斯聯邦政府的物業，但容許俄罗斯正教會進行宗教儀式。

## 圖集

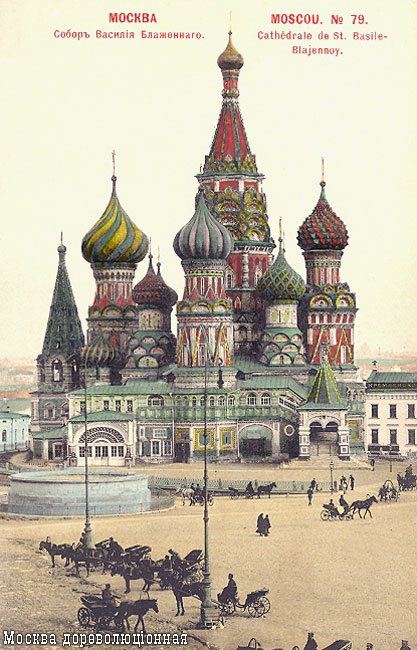
教堂明信片
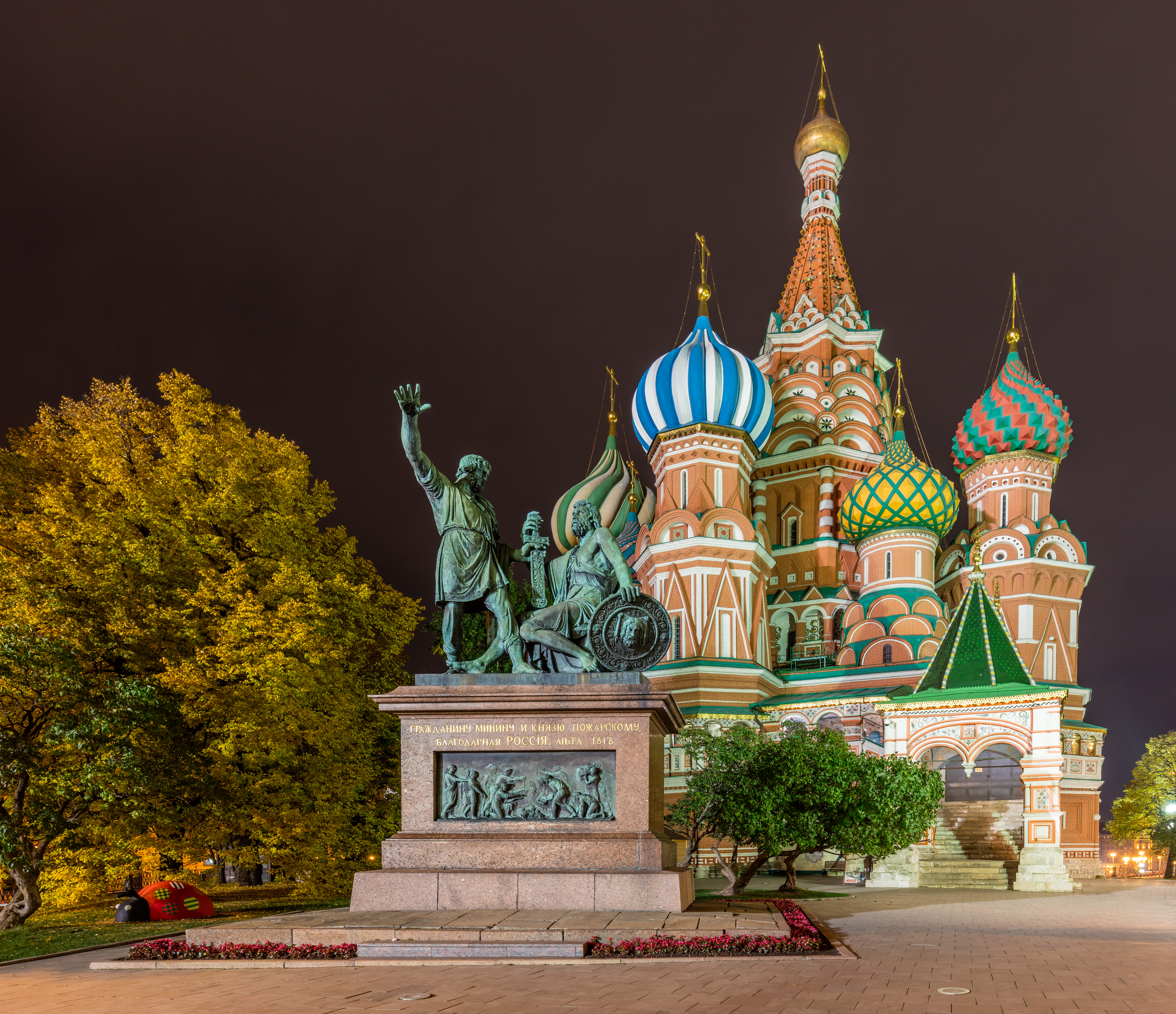
夜間
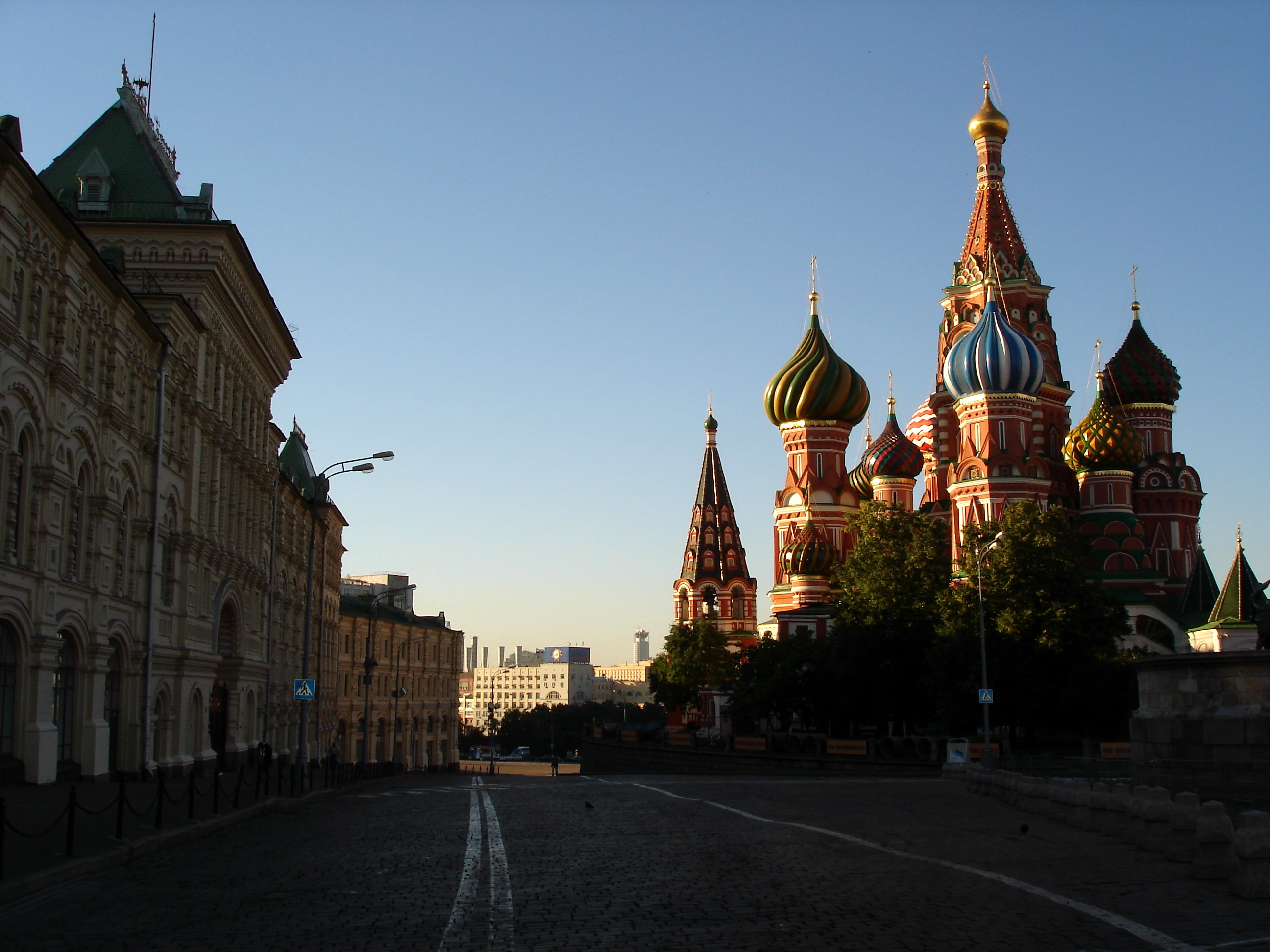
黎明
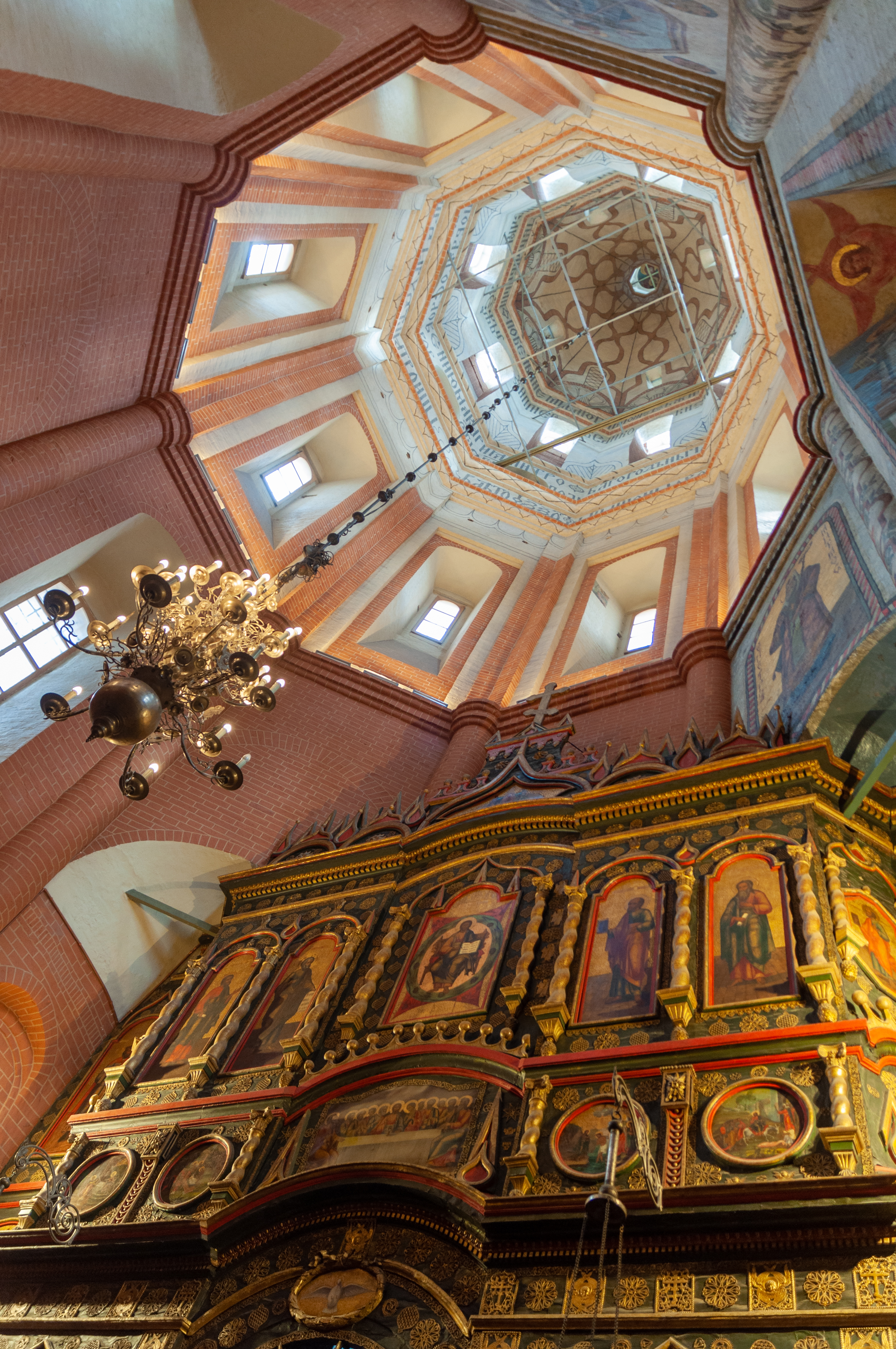
内部，圆屋顶
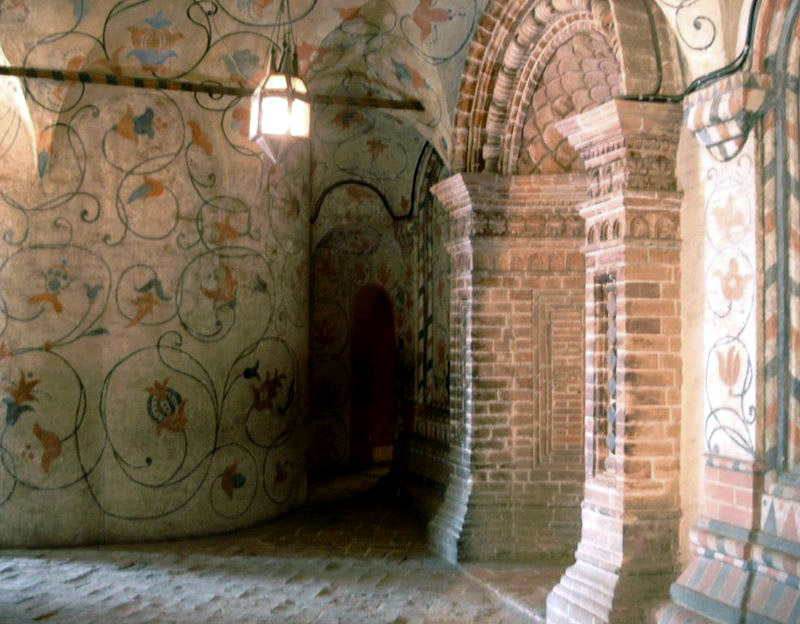
内部，壁画
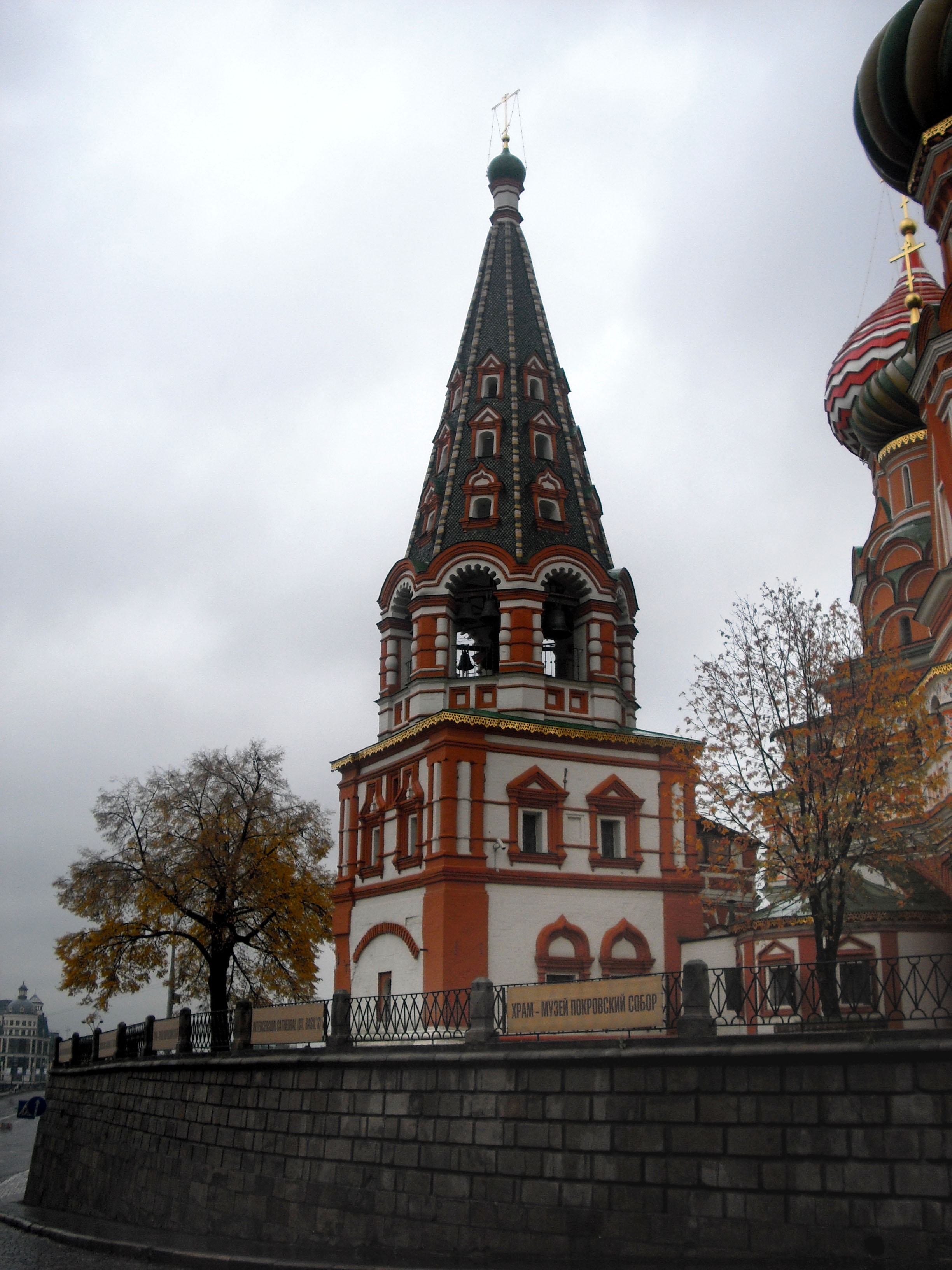
钟楼

### 書籍
- Batalov, Andrey.  (PDF). Materialy I Issledovania. Muzei Moskovskogo Kremlya (Материалы и исследования. Музеи Московского Кремля). 1998, XI. （原始内容 (PDF)存档于2011-07-18） （俄语）.
- Brumfield, William Craft. . Routledge. 1997  [2022-07-13]. ISBN 978-90-5699-537-9. （原始内容存档于2022-04-06）.
- Brunov, N. I. . Iskusstvo. 1988 （俄语）.
- Buseva-Davydova, I. L. . Indrik. 2008. ISBN 978-5-85759-439-1 （俄语）.
- Bushkovitch, Paul. . Cambridge University Press. 2001  [2022-07-13]. ISBN 978-0-521-80585-8. （原始内容存档于2011-07-21）.
- Colton, Timothy J. . Harvard University. 1998  [2022-07-13]. ISBN 978-0-674-58749-6. （原始内容存档于2022-04-26）.
- Cracraft, James; Rowland, Daniel Bruce. . Cornell University Press. 2003. ISBN 978-0-8014-8828-3.
- Komech, Alexei I.; Pluzhnikov, V. I. (编). . Iskusstvo. 1982 （俄语）.
- Kudryavtsev, Mikhail Petrovich. . Troitsa. 2008. OCLC 291098358 （俄语）. (second edition; first edition: 1991)
- Moffett, Marian; Fazio, Michael; Wodehouse, Lawrence. . Boston: McGraw-Hill. 2003. ISBN 978-0-07-141751-8.
- Perrie, Maureen. . Cambridge University Press. 2002. ISBN 978-0-521-89100-4.
- Petreius, Peter. . Rita Print, Moscow. 1997. ISBN 978-5-89486-001-5 （俄语）. (Original book written in 1615 and printed in Leipzig, in German language, in 1620; translated to Russian in 1847 by Mikhail Shemyakin).
- Shchenkov, Alexei S.; Andrej Leonidovic, Batalov (编). . Moscow: Terra. 2002. ISBN 978-5-275-00664-3 （俄语）.
- Schmidt, Albert J. . Diane Publishing. 1989. ISBN 978-0-87169-181-1.
- Shvidkovsky, D. S. . Yale University Press. 2007  [2022-07-13]. ISBN 978-0-300-10912-2. （原始内容存档于2022-06-11）.
- Watkin, David. . Laurence King Publishing. 2005  [2022-07-13]. ISBN 978-1-85669-459-9. （原始内容存档于2022-01-16）.